# Marek Stachowski

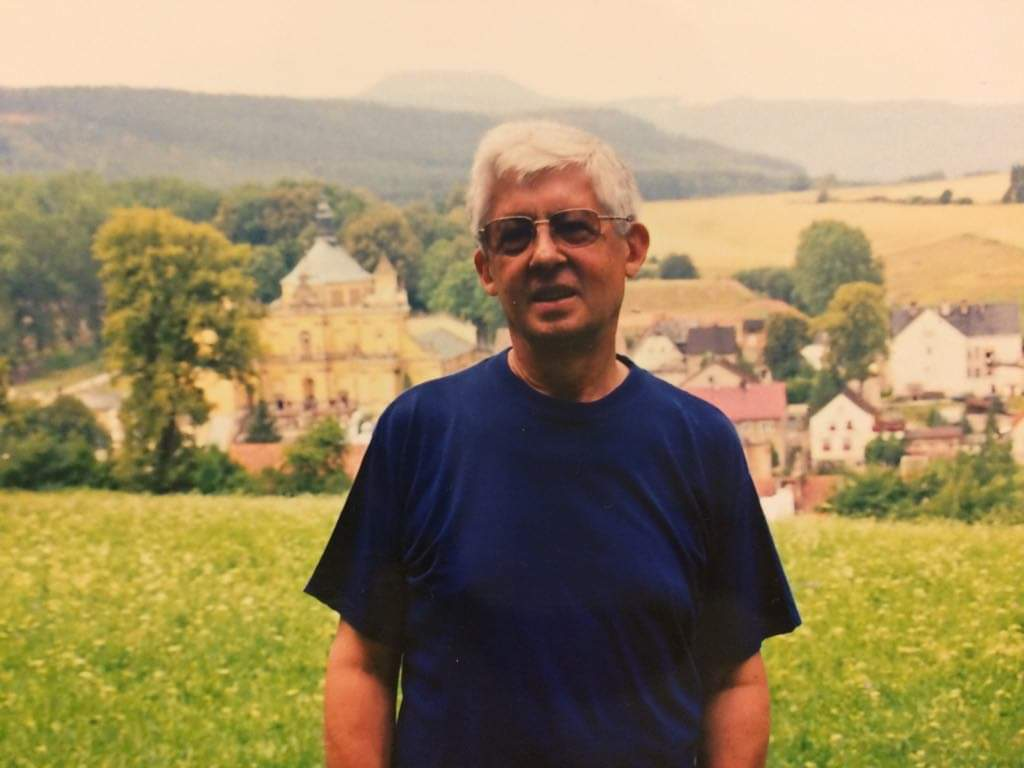
Marek Stachowski

Marek Stachowski (ur. 21 marca 1936 w Piekarach Śląskich , zm. 3 grudnia 2004 w Krakowie) – polski kompozytor i pedagog.

## Życiorys
Pierwsze 3 lata życia do wybuchu II wojny światowej spędził z rodzicami na Śląsku. Gdy rozpoczęły się działania wojenne, matka uciekała z nim przez całą Polskę, by dotrzeć do Bydgoszczy, gdzie ukrywał się przed hitlerowcami ojciec kompozytora.
W 1952 rozpoczął regularną naukę w Państwowej Szkole Muzycznej I stopnia w Krakowie w klasie fortepianu Stanisława Czernego. W 1959 w trybie przyspieszonym uzyskał dyplom z fortepianu Średniej Szkoły Muzycznej, a 1960 z teorii muzyki. W 1962 ożenił się z Marią Jabłońską. Już w czasie studiów u Krzysztofa Pendereckiego (1963–1968) w krakowskiej Państwowej Wyższej Szkole Muzycznej , zaczął odnosić pierwsze międzynarodowe sukcesy: w 1968 nagroda na Międzynarodowym Konkursie Fundacji „Gaudeamus” za utwór Musica con una batuta del tam-tam; I nagroda na Konkursie Kompozytorskim im. A. Malawskiego za Neusis I oraz wyróżnienie w Konkursie Młodych ZKP za Sequenze concerttati. W następnym roku zdobywa II nagrodę na Międzynarodowym Konkursie „Komitetu Solidarności” w Skopje za Chant de l’espoir. W 1970 Audition na flet, wiolonczelę i fortepian jest pierwszym utworem Marka Stachowskiego wykonywanym na Międzynarodowym Festiwalu Muzyki Współczesnej „Warszawska Jesień”. W 1971 otrzymuje III nagrodę na Ogólnopolskim Konkursie Kompozytorskim za kantatę Słowa do wierszy W. Broniewskiego. Został trzykrotnie wyróżniony na Międzynarodowej Trybunie Kompozytorów UNESCO w Paryżu: w 1974 za Neusis II, w 1979 zostaje ponownie wyróżniony za Divertimento na orkiestrę smyczkową i w 1990 za III Kwartet smyczkowy napisany na zamówienie BBC Bristol. W 1974 otrzymał I nagrodę w Konkursie im. K. Szymanowskiego za Śpiewy thakuryjskie. W 1975 prowadził wykłady na Uniwersytecie Yale. Rok później otrzymał nagrodę muzyczną miasta Mönchengladbach za Poeme sonore. W 1984 otrzymuje nagrodę Związku Kompozytorów Polskich.
Oprócz pracy twórczej Marek Stachowski zajmował się także nauczaniem. 
Od 1967 prowadził klasę kompozycji w Akademii Muzycznej w Krakowie, od 1981 jako profesor zwyczajny, potem w latach 1993–1999, 2002–2004 pełnił funkcję rektora. Wykładał również kompozycję na kursach w Rubin Academy of Music and Dance w Jerozolimie oraz na letnich kursach w Durham. Prowadził seminaria w ramach Gaudeamus Music Week. Zasiadał w jury wielu konkursów kompozytorskich i wykonawczych, w Polsce m.in. Konkursu im. Krzysztofa Pendereckiego w Krakowie. Wykształcił wielu kompozytorów średniego i młodego pokolenia.

## Upamiętnienie
21 marca 2012 Rada Miasta Krakowa przyjęła uchwałę nadającą jednej z krakowskich ulic imię Marka Stachowskiego. Nazwę ulicy oraz lokalizację w Dzielnicy II Grzegórzki, gdzie Marek Stachowski mieszkał przez ostatnie 20 lat życia, zaproponowało Stowarzyszenie Artystów Polskich. Inicjatywa została poparta m.in. przez ZASP Oddział Kraków.

### Nagrody i odznaczenia
- 1979 – Nagroda Miasta Krakowa[4]
- 1981 – Nagroda Ministra Kultury i Sztuki II stopnia
- 1984 – Nagroda Związku Kompozytorów Polskich
- 1989 – Nagroda Ministra Kultury i Sztuki za twórczość dla dzieci
- 1990 – Nagroda Fundacji im. Alfreda Jurzykowskiego w Nowym Jorku
- 1996 – Nagroda Wojewody Krakowskiego
- 1997 – Nagroda Fundacji Ruth i Ray Robinsone „Excellence in Teaching”
- 1999 – Krzyż Oficerski Orderu Odrodzenia Polski[5]
- 2000 – Nagrodę Ministra Kultury i Sztuki
- 2001 – Złoty Medal Ministra Obrony Narodowej „Za zasługi dla Obronności Kraju”
- 2005 – Złoty Medal „Zasłużony Kulturze Gloria Artis” (pośmiertnie)

## Dzieła

### Muzyka kameralna
- 1963: Kwartet smyczkowy nr 1
- 1972: Kwartet smyczkowy nr 2
- 1988: Kwartet smyczkowy nr 3
- 2001: Kwartet smyczkowy nr 4 „Quando resta l’estate”
- 1987: Musique en quatre scènes na klarnet i kwartet smyczkowy
- 1965: Musica da camera na flet, wiolonczelę, harfę i perkusję
- 1965: Musica per quartetto d’archi
- 2001: Felicitamento na kwartet smyczkowy
- 1970: Audition na flet, wiolonczelę i fortepian
- 1971: Extensions na fortepian
- 1982: Pezzo grazioso na kwintet dęty
- 1984: Madrigali dell’estate na głos i trio smyczkowe
- 1993: Tre intermezzi per trio d’archi
- 1996: Tastar e canzona per violoncello e pianoforte
- 1997–1998: Cinq petites valses na fortepian
- 1998: Jeu parti na skrzypce i fortepian
- 1999: Recitativo e la preghiera na wiolonczelę i orkiestrę smyczkową
- 1999–2000: Trio na klarnet, wiolonczelę i fortepian
- 2002–2003: Miroir du Temps (Hommage à Olivier Messiaen) na skrzypce, klarnet, wiolonczelę i fortepian

### Utwory na orkiestrę smyczkową
- 1998: Sinfonietta per archi
- 1978: Divertimento na kameralną orkiestrę smyczkową

### Utwory na orkiestrę symfoniczną
- 1968: Sequenze concertanti na wielką orkiestrę symfoniczną
- 1969–1970: Irisation na wielką orkiestrę symfoniczną
- 1975: Poème sonore na orkiestrę symfoniczną
- 1980: Choreia na orkiestrę symfoniczną
- 1984: Capriccio per orchestra
- 1988: Koncert wiolonczelowy

#### Muzyka wokalno-instrumentalna
- 1969: Chant de l’espoir na głos recytujący, sopran, baryton, chór chłopięcy, chór mieszany i wielką orkiestrę symfoniczną
- 1981: Symfonia pieśni tęsknotą uświęconych na sopran, chór mieszany i orkiestrę

#### Muzyka na chór a cappella
- 1999: Vivat Maj! 3 Maj! na chór mieszany a cappella
- 1999: Marsz wolności na chór mieszany a cappella

### Utwory sceniczne

#### Opery
- 1965: Najdzielniejszy z rycerzy, opera dla dzieci w 3 aktach na sopran, tenor, 2 barytony, bas, chór mieszany i orkiestrę
- 1979: Odys wśród białych klawiszy dla dzieci na fortepian